# Boršice u Blatnice
Pour les articles homonymes, voir Blatnice.
Boršice u Blatnice (jusqu'en 1960 : Boršice ; en allemand : Borschitz) est une commune du district d'Uherské Hradiště, dans la région de Zlín, en Tchéquie. Sa population s'élevait à 829 habitants en 2020.

## Géographie
Boršice u Blatnice se trouve à 15 km au sud-sud-est d'Uherské Hradiště, à 33 km au sud-sud-ouest de Zlín, à 77 km à l'est-sud-est de Brno et à 260 km au sud-est de Prague.
La commune est limitée par Hluk et Dolní Němčí au nord, par Slavkov à l'est, par Suchov au sud, et par Velká nad Veličkou et Blatnička à l'ouest.

## Histoire
La première mention écrite du village date de 1283.